# ドリヴン
『ドリヴン』（Driven）は、2001年のアメリカ映画。

## 概要
元々アイルトン・セナをテーマとした映画を作る構想を暖めていたシルヴェスター・スタローンと、最新テクノロジーを使ったレース映画を企画していたレニー・ハーリンが、『クリフハンガー』以来のタッグを組んだ作品。当初スタローンはF1を舞台に映画を撮る計画で、1997年のF1・イタリアグランプリにおいてF1を舞台とした映画を撮影する権利を獲得したことを発表したが、その後諸事情により映画の舞台をF1ではなくアメリカのCARTシリーズ（後のチャンプカー・ワールド・シリーズ。2008年にIRLに吸収合併され消滅）とする形に変更して撮影が進められた。完成した映画には8ヶ月以上をかけて撮影したという、日本の茂木を含む全5カ国、9本の本物のレース映像が使われたほか、当時CARTに参戦していたドライバーやチーム関係者が多数登場している。
時速400キロに迫るスピードのスリルと興奮、クラッシュの恐怖と衝撃などを、最新のCGテクノロジーで表現した体感映像が、本作最大の呼び物となっている。日本におけるコピーは「時速400キロのエクスタシー」である。またアイルトン・セナに捧げられたというスタローンのシナリオは、カーレースの世界を「生と死が隣り合わせの危険と興奮の世界」、登場するレーサー達を「スピードに命を懸ける男達」として、類型的だがヒロイックに描いている。

## あらすじ
主人公のジミー・ブライは、CARTシリーズデビュー初年度にもかかわらずいきなり5勝を挙げてドライバーズランキング首位を走っていたが、新人がシリーズチャンピオンの有力候補となったことで周囲はやたらと騒がしくなり、精神面を乱されたブライはシーズン中盤に入りやや成績に精彩を欠くようになる。そこでチームオーナーのカール・ヘンリーは、かつて自分が現役レーサーだった時代のライバルであるジョー・タントに連絡を取る。タントも既に現役を引退していたが、ヘンリーはタントにブライのサポート役として現役復帰してくれるよう依頼し、タントもこれを承諾して現役復帰。
一方でジミーは、前年チャンピオンのボー・ブランデンバーグと、ボーの婚約者であるソフィアを巡ってトラブルを起こしていた。チャンピオン争いだけでなく女性を巡る争いでもライバルとなったジミーとボーの争いは白熱、シリーズチャンピオンの行方にも注目されるようになる。

## キャスト
| 役名                   | 俳優                                                 | 日本語吹替                                                   | 日本語吹替 | 日本語吹替 | 日本語吹替                                                                              |
| 役名                   | 俳優                                                 | ソフト版                                                     | 日本テレビ版 | テレビ東京版 | VOD版                                                                                   |
| ---------------------- | ---------------------------------------------------- | ------------------------------------------------------------ | --- | --- | --------------------------------------------------------------------------------------- |
| ジョー・タント         | シルヴェスター・スタローン                           | 玄田哲章                                                     | 玄田哲章 | ささきいさお | 玄田哲章                                                                                |
| カール・ヘンリー       | バート・レイノルズ                                   | 田中信夫                                                     | 柴田秀勝 | 田中信夫 | 立川三貴                                                                                |
| ジミー・ブライ         | キップ・パルデュー                                   | 川島得愛                                                     | 櫻井孝宏 | 浪川大輔 | 阿座上洋平                                                                              |
| ボー・ブランデンバーグ | ティル・シュヴァイガー                               | 相沢正輝                                                     | 山路和弘 | 楠大典 | 田所陽向                                                                                |
| キャシー・モレノ       | ジーナ・ガーション                                   | 渡辺美佐                                                     | 塩田朋子 | 深水由美 | 櫻庭有紗                                                                                |
| ソフィア・サイモン     | エステラ・ウォーレン                                 | 岡寛恵                                                       | 根谷美智子 | 甲斐田裕子 | 金田愛                                                                                  |
| メモ・モレノ           | クリスチャン・デ・ラ・フエンテ                       | 花輪英司                                                     | 高木渉 | 坂詰貴之 |                                                                                         |
| ルクレティア・クラン   | ステイシー・エドワーズ                               | 田中敦子                                                     | 山像かおり | 田中敦子 |                                                                                         |
| デミル・ブライ         | ロバート・ショーン・レナード                         | 後藤敦                                                       | 平田広明 | 桐本琢也 |                                                                                         |
| クラッシャー           | ブレント・ブリスコー                                 | 堀部隆一                                                     | 辻親八 | 木村雅史 |                                                                                         |
| その他                 |                                                      | 大川透 三宅健太 川村拓央 斎藤恵理 よのひかり 伊藤英敏 扇一平 | 大滝進矢 百々麻子 宝亀克寿 楠見尚己 稲葉実 谷昌樹 志村知幸 小室正幸 仲野裕 奥田啓人 松本大 蓮池龍三 魚建 風間秀郎 桂木黎奈 加納千秋 斉藤梨絵 | 前島貴志 小室正幸 石波義人 をはり万造 滝知史 加藤優子 喜多川拓郎 飯島肇 加藤亮夫 宗矢樹頼 木下浩之 上田陽司 加納千秋 高橋まゆこ 山中真尋 | 吉原光 中村綾 露崎亘 武田太一 上野翔 降旗雄司 小野寺悠貴 木内太郎 大坂ようへい 南澤まお |
|                        |                                                      |                                                              | | |                                                                                         |
| 演出                   |                                                      | 安江誠                                                       | 高橋剛 | 安江誠 | 太田敏哉                                                                                |
| 翻訳                   | 戸田奈津子（ソフト版字幕） 浜村由美（Netflix版字幕） | 松原桂子                                                     | 原口真由美 | 原口真由美 | 埜畑みづき                                                                              |
| 調整                   |                                                      | 飯村靖雄                                                     | 藤樫衛 | 金谷和美 | 荒井孝                                                                                  |
| 効果                   |                                                      |                                                              | リレーション | リレーション |                                                                                         |
| 制作                   |                                                      | グロービジョン                                               | グロービジョン | グロービジョン | 東北新社                                                                                |
| 初回放送               |                                                      |                                                              | 2005年1月14日 『金曜ロードショー』 21:00-22:54                                                                                               | 2007年4月19日 『木曜洋画劇場』 21:00-22:54                                                                                               | 2024年5月6日 『WOWOWプライム』 08:30-10:30                                              |

## その他
当時世界を転戦していたCARTシリーズを舞台としている関係で、作中には日本（ツインリンクもてぎ）でのレースも登場し、渋谷の三千里薬品のネオンなども大きく取り上げられている。この日本のサーキットシーンの撮影では、撮影中のハーリン監督の傍にクラッシュした車の破片が飛んできて、監督は死ぬ思いをしたという。
映画のハイライトである、レースカーがトロントの公道で爆走するシーンは、トロントの公道を封鎖して9夜をかけて撮影された。CGを思わせるシーンだが実際にはほとんど使われておらず、エキストラの60台近い車の動きまで厳密に決めた上で撮影されている。
また、本作においてシリーズ最終戦とされていたデトロイトの走行中やクラッシュ時の映像は、カナダのジル・ヴィルヌーヴ・サーキットが使用されている。
1990年代当時のF1に基づいた人物像やエピソードが多く登場するが、レースを捨ててチームメイトを助けるジミーのエピソードは、1973年のF1オランダGPのデビッド・パーレイの逸話が基になっている。
2001年度のゴールデンラズベリー賞では、エステラ・ウォーレンがワースト助演女優賞を受賞したほか、最低作品賞、最低監督賞、最低脚本賞、ワースト助演男優賞、最低スクリーンカップル賞にノミネートされた。
ちなみに2007年4月19日に放送された『木曜洋画劇場』版の予告CMで、サウンドトラックにない曲が使用されていた（使用曲はLords of Acidの「Young Boys」。同じく2003年に同番組で放送された『バーチュオシティ』のサントラに収録されているものである）。
2025年のアメリカ映画『F1/エフワン』は、「ベテランドライバーが新進気鋭の若手をサポートするために復帰」というメインストーリーが本作と類似しており、メディアからも指摘されている。